# Slowakische Invasion Polens
Danzig – Westerplatte – Tucheler Heide – Krojanten – Mlawa – Radom – Wizna – Bzura – Brześć – Lemberg – Rawa Ruska – Lublin – Kampinos-Heide – Warschau – Szack – Modlin – Halbinsel Hel – Kock

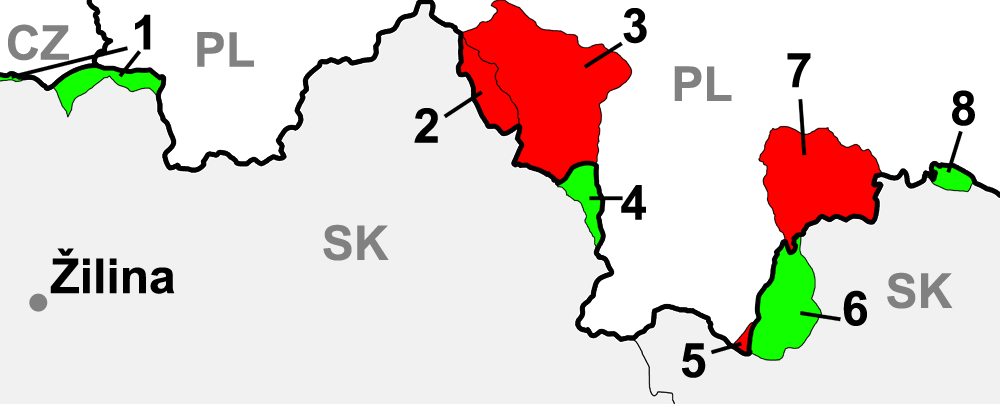
Umstrittene Grenzgebiete zu Polen. 1920 wurden Polen rote Gebiete und grüne Gebiete der Tschechoslowakei zugesprochen.

Die Slowakische Invasion Polens fand während des deutschen Überfalls auf Polen im September 1939 statt. Die erst kurz zuvor gegründete Slowakische Republik schloss sich dem Angriff an, wodurch die Feldarmee Bernolák über 50.000 Soldaten in drei Divisionen beisteuerte. Da die meisten polnischen Streitkräfte mit den deutschen Armeen beschäftigt waren, die sich weiter nördlich der Südgrenze befanden, stieß die slowakische Invasion nur auf schwachen Widerstand und erlitt minimale Verluste.

## Hintergrund
Am 14. März 1939 wurde der Slowakische Staat als ein Satellitenstaat des nationalsozialistischen Deutschen Reiches gegründet, der die Auflösung der Zweiten Tschecho-Slowakischen Republik einleitete. Am 2. November 1938 wurde der südslowakische Teil der Tschechoslowakei, der eine beträchtliche ungarische-Bevölkerung beheimatete (die Slowakei war Teil des Königreichs Ungarn), von der Königlich Ungarischen Armee infolge des Ersten Wiener Schiedsspruchs eingenommen.
Der offizielle politische Vorwand für die slowakische Teilnahme am Polenfeldzug war ein kleines umstrittenes Gebiet an der polnisch-slowakischen Grenze. Polen hatte sich das Gebiet am 1. Oktober 1938 nach dem Münchner Abkommen vom Vormonat angeeignet. Darüber hinaus unterstützten einige polnische Politiker Ungarn in seinen Bemühungen, Gebiete einzubeziehen, die hauptsächlich von Ungarn bewohnt wurden.
Während geheimer Gespräche mit dem Deutschen Reich am 20. und 21. Juli 1939 erklärte sich die slowakische Regierung bereit, sich an dem von Deutschland geplanten Angriff auf Polen zu beteiligen und Deutschland zu erlauben, slowakisches Territorium als Aufmarschgebiet für deutsche Truppen zu nutzen. Am 26. August 1939 mobilisierte die Slowakei ihre Streitkräfte und stellte eine neue Feldarmee mit dem Codenamen „Bernolák“ mit 51.306 Soldaten auf. Zusätzlich wurden 160.000 Reservisten einberufen, von denen 115.000 bis zum 20. September 1939 in Dienst gingen.

## Schlachtordnung
Die Bernolák-Heeresgruppe wurde vom slowakischen Verteidigungsminister Ferdinand Čatloš angeführt und hatte ihr erstes Hauptquartier in Spišská Nová Ves, das jedoch nach dem 8. September 1939 nach Solivar bei Prešov verlegt wurde. Es bestand aus:
- 1. Infanteriedivision „Jánošík“, angeführt von Anton Pulanich im Sektor Spišská Nová Ves – Prešov.
- 2. Infanteriedivision „Škultéty“, angeführt von Alexander Čunderlík im Abschnitt Brezno – Poprad.
- 3. Infanteriedivision „Rázus“, angeführt von Augustín Malár im Sektor östlich der Hohen Tatra.
- Eine motorisierte Einheit „Kalinčiak“ wurde am 5. September 1939 geschaffen, aber die Kampagne endete, bevor sie an der Front angekommen war.

Die Gruppe war Teil der deutschen Heeresgruppe Süd, wurde der 14. Armee unterstellt, angeführt von Wilhelm List, und trug zu den insgesamt fünf Infanteriedivisionen, drei Gebirgsdivisionen, zwei Panzerdivisionen und einer Luftwaffendivision der 14. Armee bei. Bernoláks Aufgabe war es, einen polnischen Einmarsch in die Slowakei zu verhindern und deutsche Truppen zu unterstützen.
Sie wurden von der polnischen Karpatenarmee bekämpft, die hauptsächlich aus Infanterieeinheiten mit etwas leichter Artillerieunterstützung, jedoch keinen Panzern bestand.

## Feldzug
Der Angriff begann ohne formelle Kriegserklärung am 1. September 1939 um 4:45 Uhr morgens. Die 1. Division besetzte das Dorf Tatranská Javorina und die Stadt Zakopane und setzte sich in Richtung Nowy Targ fort, um die deutsche 2. Gebirgsdivision von links zu schützen.  Am 4. und 5. September 1939 kam es zu Kämpfen mit regulären Einheiten der polnischen Armee. Am 7. September 1939 stoppte die Division ihren Vormarsch 30 Kilometer innerhalb des polnischen Territoriums. Später wurde die Division zurückgezogen, wobei ein Bataillon bis zum 29. September 1939 übrig blieb, um Zakopane, Jurgów und Javorina zu besetzen.
Die 2. Division wurde in Reserve gehalten und nahm nur an Aufräumarbeiten teil, bei denen sie von der Kalinčiak-Gruppe unterstützt wurde. Die 3. Division musste 170 Kilometer der slowakischen Grenze zwischen Stará Ľubovňa und der Grenze zu Ungarn schützen. Es führte kleinere Scharmützel aus, bewegte sich nach einigen Tagen auf polnisches Gebiet und beendete seinen Vormarsch am 11. September 1939.
Zwei oder drei slowakische Luftgeschwader (Codename Ľalia, Lilie) wurden zur Aufklärung, Bombardierung und engen Unterstützung deutscher Jäger eingesetzt. Zwei slowakische Flugzeuge gingen verloren (eines durch Flugabwehrfeuer, ein weiteres durch einen versehentlichen Absturz), und ein polnisches Flugzeug wurde abgeschossen. Die gesamten slowakischen Verluste während des Feldzugs betrugen 37 Tote, 114 Verwundete und 11 Vermisste.

## Nachwirkungen
Alle slowakischen Einheiten wurden bis Ende September 1939 zurückgezogen. Am 5. Oktober fand in Poprad eine siegreiche Militärparade statt. Die mobilisierten Einheiten wurden schrittweise demobilisiert und die Heeresgruppe Bernolák wurde am 7. Oktober 1939 aufgelöst.
Die slowakische Armee nahm in Polen rund 1.350 zivile Gefangene. Im Februar 1940 wurden etwa 1.200 von ihnen an Deutsche und ein Teil des Rests an die Sowjets übergeben. Der Rest wurde in einem slowakischen Gefangenenlager in Lešť festgehalten.
Das gesamte umstrittene Gebiet, sei es in Polen ab 1920 oder erst ab 1938, wurde der Slowakei zugesprochen, was durch einen slowakischen Parlamentsbeschluss vom 22. Dezember 1939 bestätigt wurde. Diese Regelung dauerte bis zum 20. Mai 1945, bis die Grenzlinie auf seine Position von 1920 zurückgegeben wurde. Da der Krieg ohne formelle Kriegserklärung begonnen wurde und es keine polnischen Kriegsgefangenen mehr in der Slowakei gab, kam es zu keinem formellen Friedensvertrag zwischen Polen und der Slowakei.
Čatloš wurde am 13. September 1944 festgenommen und in die Sowjetunion verbracht. 1947 verurteilte ihn der tschechoslowakische Volksgerichtshof zu fünf Jahren Haft, bereits 1948 wurde er wieder begnadigt. Danach arbeitete er jahrelang als Verwaltungsbeamter im slowakischen Martin.

## Galerie

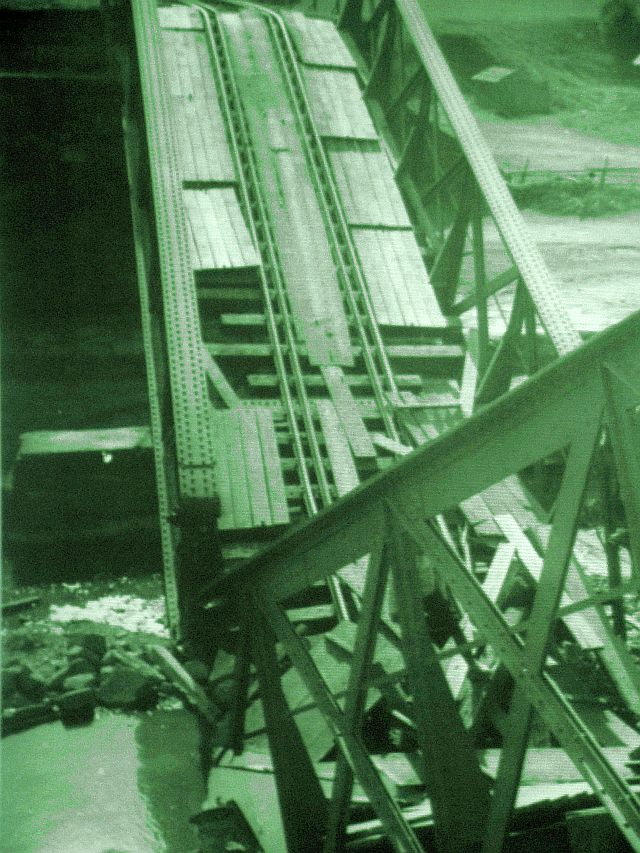
Komańcza, Polen, in 1939
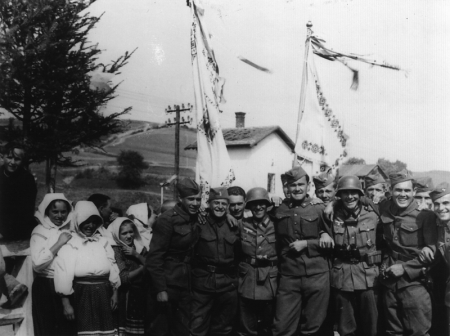
Fröhliche deutsche und slowakische Soldaten posieren mit ukrainischen Zivilisten in Komańcza, Polen, 1939
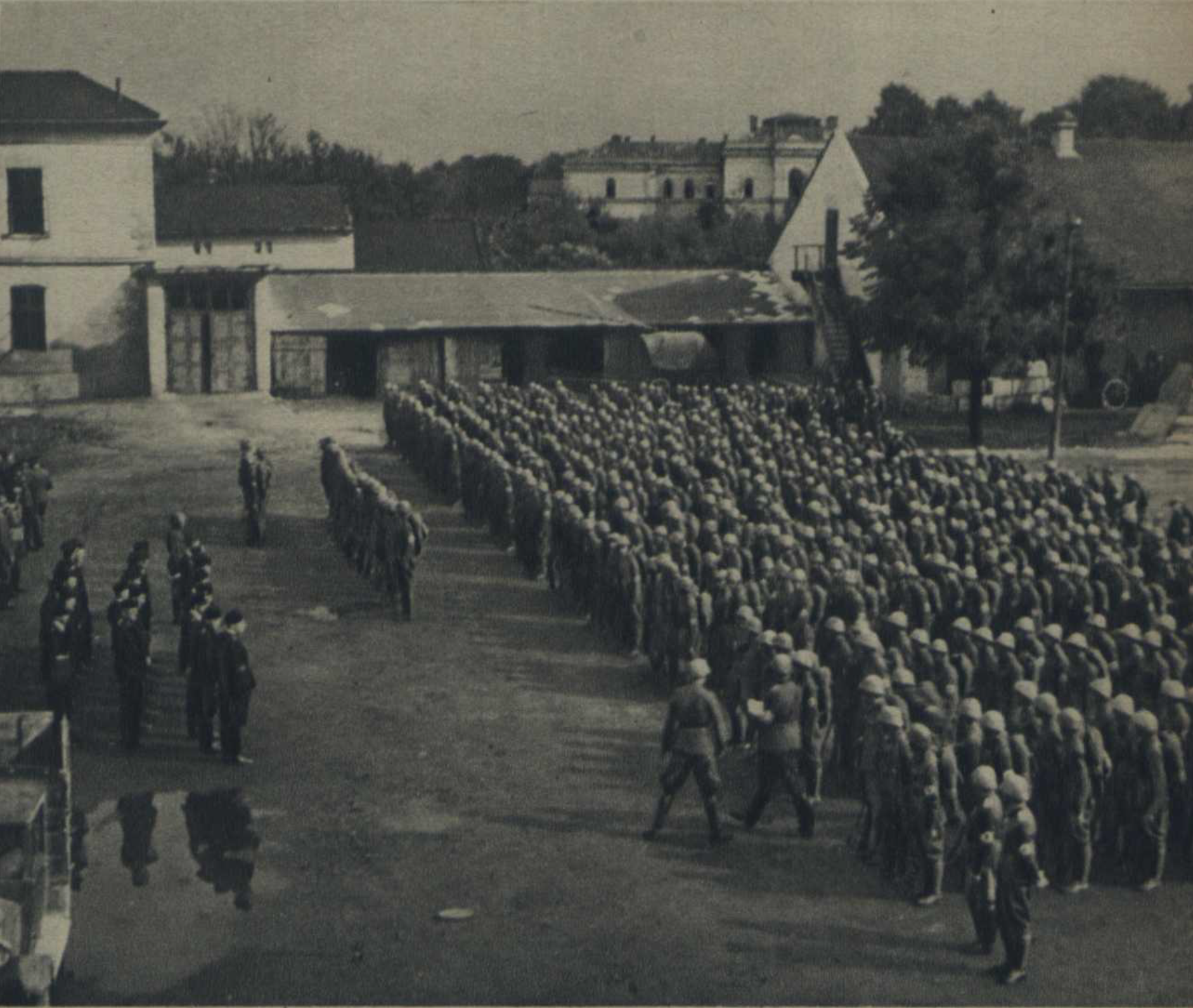
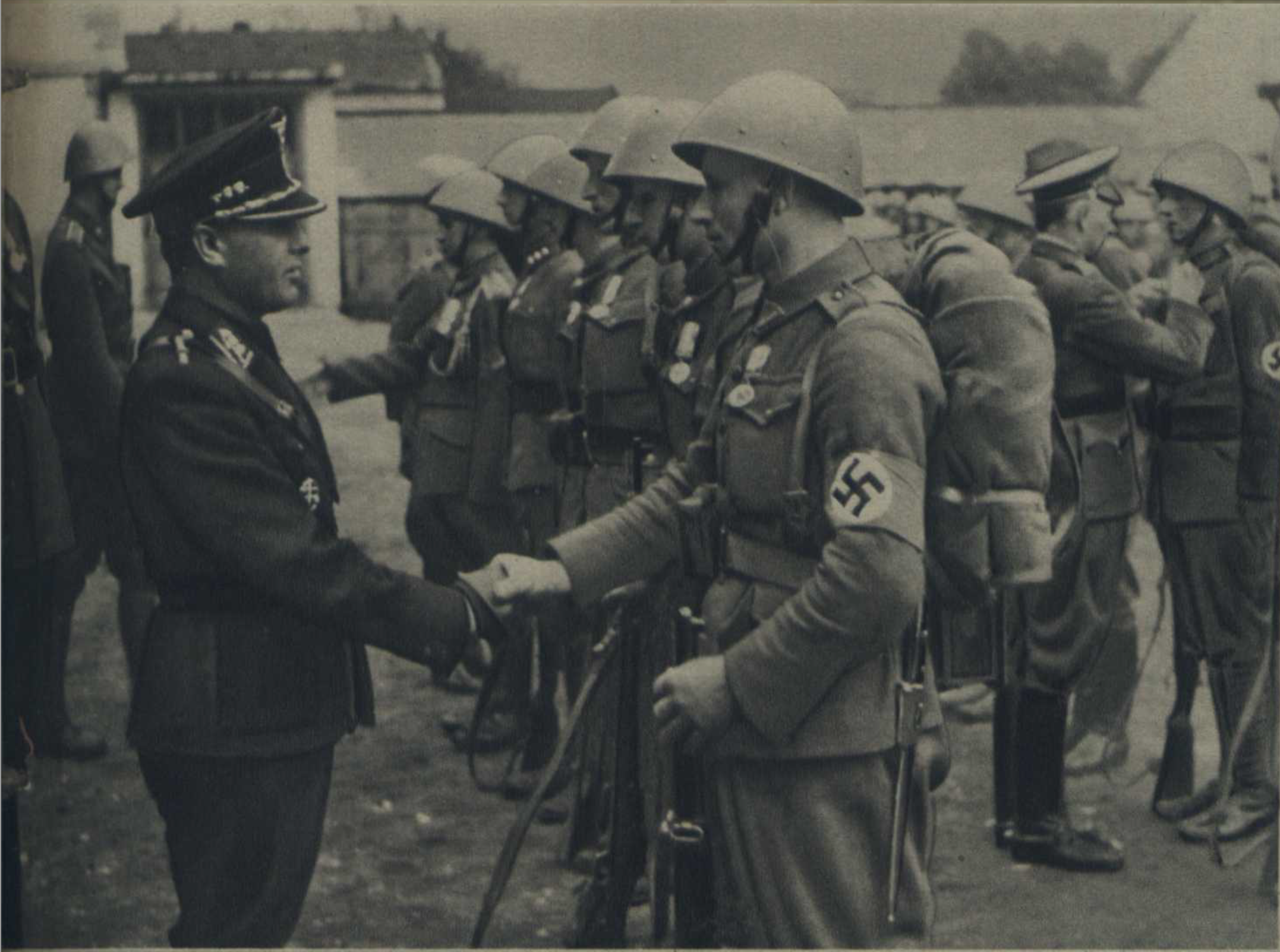
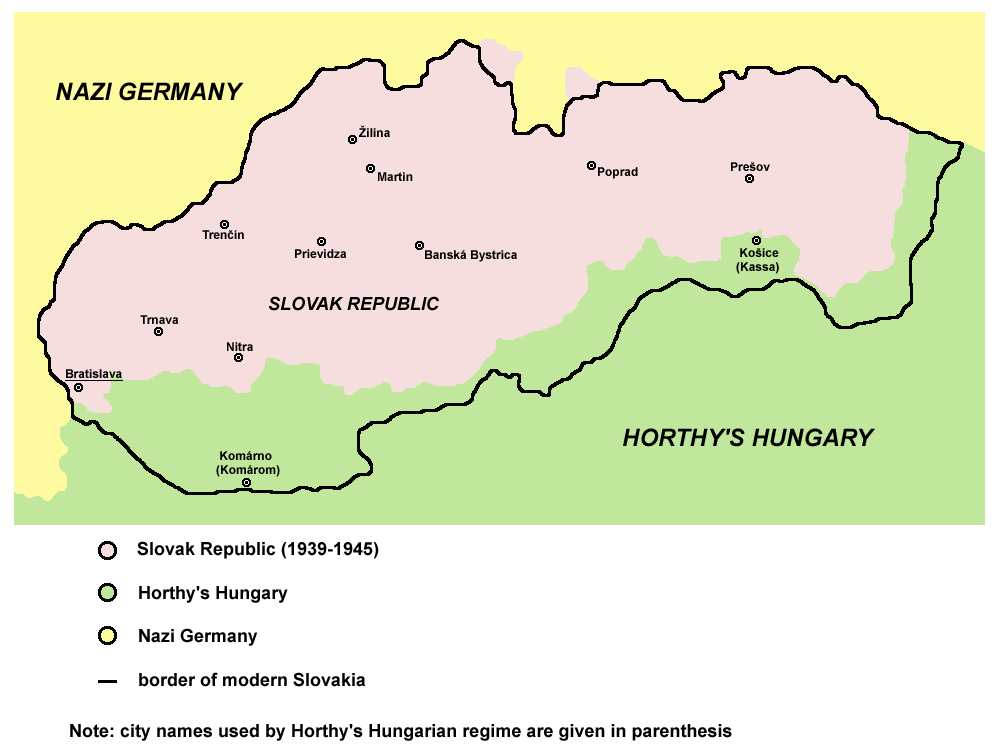
Der slowakische Staat nach dem Feldzug